# Erawan

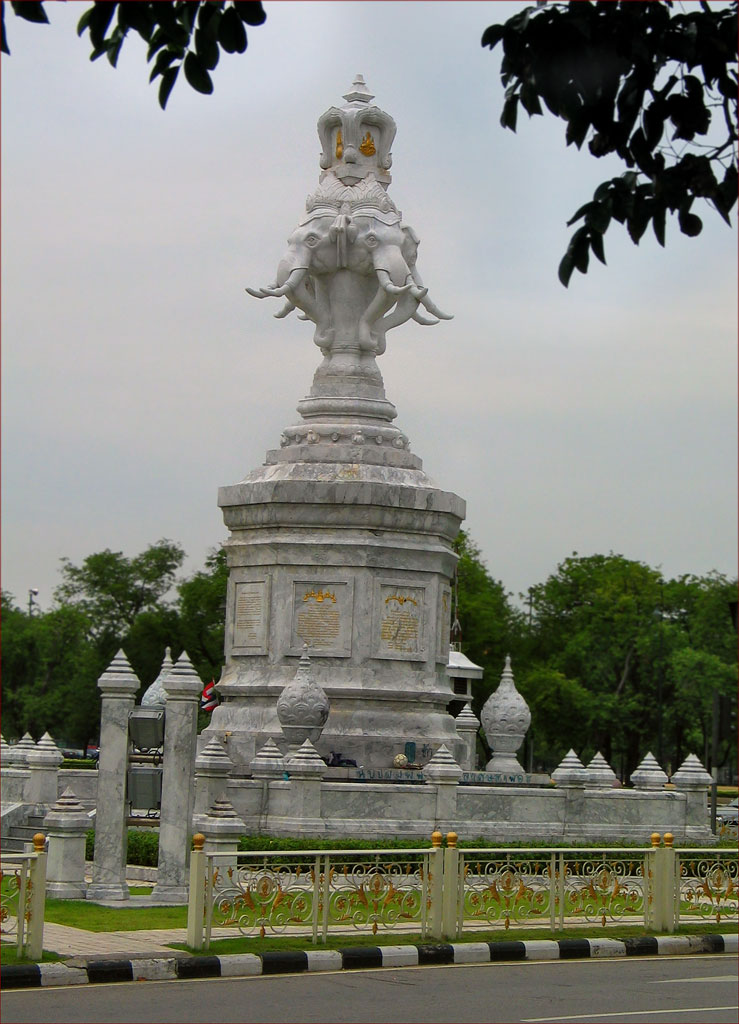
Erawan Denkmal am Sanam Luang, Bangkok

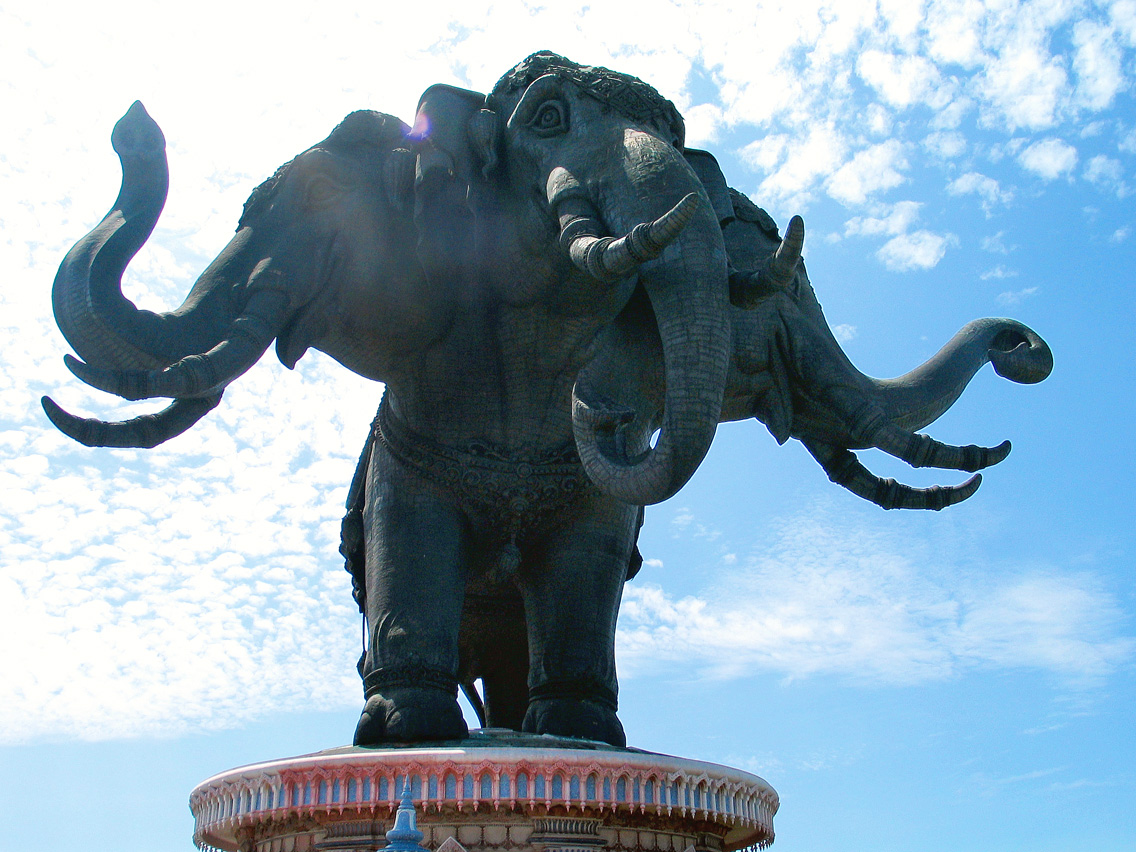
Riesiger Erawan im Erawan-Museum, Bangkok

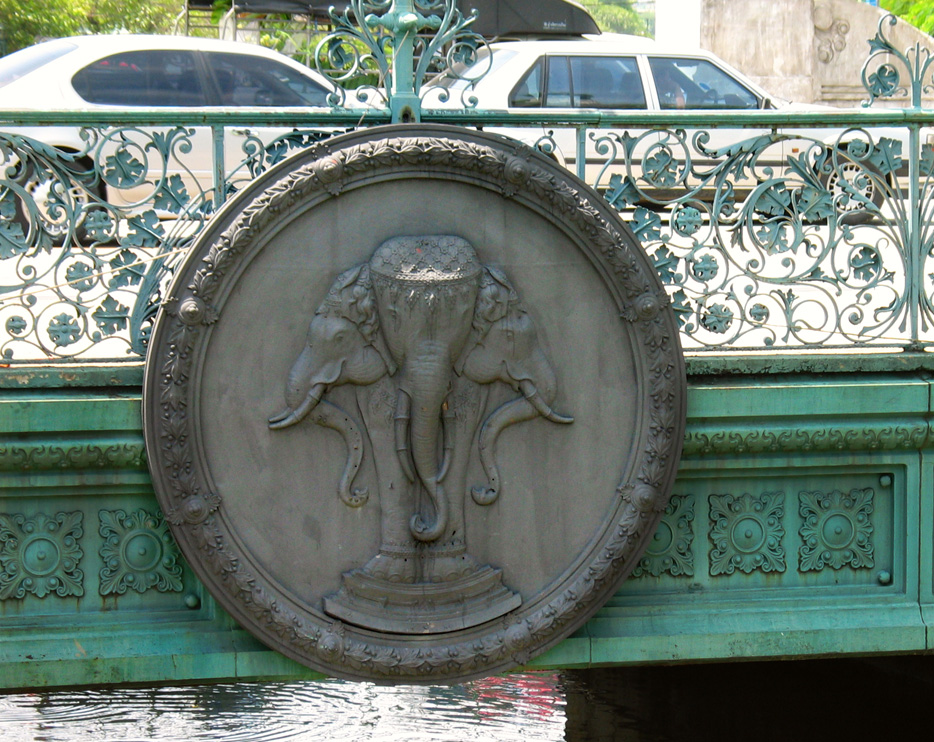
Erawan an der Makawan-Brücke, Bangkok

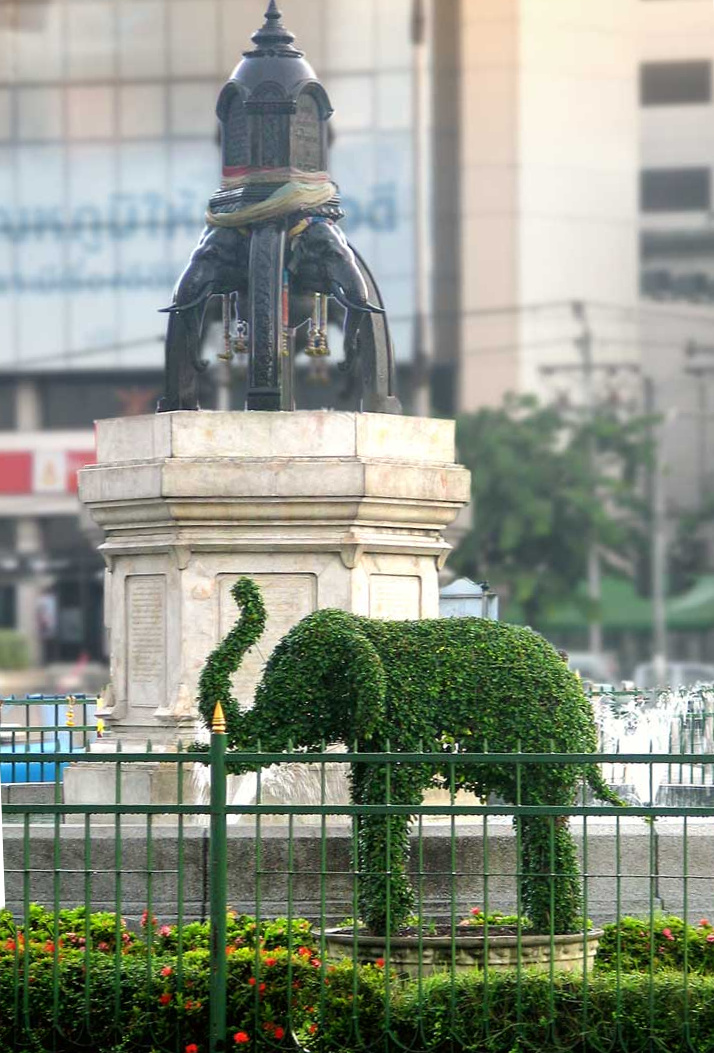
Erawan Statue vor dem Bahnhof Hua Lamphong, Bangkok

Erawan (in Thai: เอราวัณ) ist die thailändische Form des mythischen Elefanten Airavata.
Er ist ein riesenhafter Elefant, groß wie ein Berg. Er hat meistens drei, manchmal sogar 33 Köpfe, jeder Kopf ist mit sieben Stoßzähnen ausgestattet.
Er ist das Reittier des hinduistischen Gottes des Regens und des Donners Indra, dem Herrscher über den Tavatimsa-Himmel, der Wohnstatt von 33 Göttern vedischen Ursprungs.
In dem thailändischen Opus des 14. Jahrhunderts Traiphum Phra Ruang wird der Erawan wie folgt beschrieben:
Die Region der 33 Devatā befindet sich auf der Spitze des königlichen Berges Meru. Sie wird auch die Stadt von Indra genannt, dem König aller Devatā. Hier gibt es Juwelen-Paläste und Juwelen-Prangs. Vom östlichen Tor der großen Stadt Seiner Majestät, König Indra, bis zum westlichen Tor sind es 80.000.000 Wa. Eine Juwelenmauer umgibt die ganze Stadt mit 1.000 Toren an allen möglichen Stellen.
In der Stadt gibt es einen Elefanten mit Namen Erawan. Allerdings ist dieser Elefant kein Tier, denn in diesem Himmel gibt es keine Tiere, er ist ausschließlich von Devatā bewohnt. So gibt es dort einen Elefanten mit Namen „Devatā Erawan“. Wann immer König Indra zum Vergnügen ausreiten möchte, und er möchte dabei auf einem Elefanten reiten, verwandelt sich  „Devatā Erawan“ in einen sehr großen weißen Elefanten. Dieser Elefant ist 1.200.000 Wa hoch und hat 33 Köpfe. Außen an jedem Kopf gibt es zwei kleinere Köpfe. Es gibt größere Köpfe, die haben einen Umfang von 2.000 Wa, die nächsten Köpfe an der Seite haben einen Umfang von 3.000 Wa, die nächsten 4.000 Wa, … Die Köpfe zur Mitte hin werden immer größer, der Kopf im Zentrum heißt Sudassana. Er ist der Thron Indras und hat einen Umfang von 24.000 Wa. Oben auf diesem Kopf gibt es einen Juwelen-Palast, der mit sieben verschiedenen Arten von Edelsteinen bedeckt ist. (Es folgt eine Beschreibung des Inneren des Palastes.) Jeder der 33 Köpfe dieses Elefanten hat sieben Stoßzähne, ein jeder 40.000 Wa lang. In jedem Stoßzahn gibt es sieben Teiche, in jedem Teich sieben Lotuspflanzen; jede Lotuspflanze hat sieben Blüten, eine jede mit sieben Blütenblättern. Auf jedem Blütenblatt gibt es sieben weibliche Devatā, die darauf tanzen. (Es folgt nun noch eine Beschreibung der zahlreichen Gefolgschaft von Indra, seine Frauen, Musiker – 60.000 Lautenspieler, 60.000 Trommler usw. – und Tänzer, die sich ebenfalls alle auf dem Kopf Sudassana befinden.)
Erawan, der große Elefant spielt auch eine Rolle in dem asiatischen Epos Ramayana (in Thai: Ramakien): Während der Belagerung der Dämonenstadt war es den Dämonen schier unmöglich, die Truppen Phra Rams zu besiegen. Da griff Inthorachit (Herr der drei Pfeile), Bruder des Dämonen-Anführers Thotsakan, zu einer List. Er nahm die Gestalt von Erawan an, der scheinbar unter der Leitung des Gottes Indra in die Schlacht eingriff. Aber der kluge Affengeneral Hanuman durchschaute die Verkleidung und brach mit magischer Kraft das Genick des Elefanten. Diese Episode ist in dem monumentalen Wandgemälde im sog. „Raum 76“ der Galerien (Kreuzgang, Phra Rabieng) im Wat Phra Kaeo in Bangkok dargestellt.
Dank seiner Abstammung besitzt der Weiße Elefant Erawan die magische Fähigkeit, Regen zu machen: er kann seine himmlischen Verwandten herbeirufen, die Regenwolken (siehe Airavata). So ist er zum Symbol geworden für viele Herrscher in Süd- und Südost-Asien, deren Ansehen wuchs mit der Anzahl der weißen Elefanten in ihrem Besitz.
Bis auf wenige Ausnahmen wird der Erawan von Künstlern nicht mit seinen dreiunddreißig Köpfen, sondern nur mit drei Köpfen dargestellt. Manchmal hat er sogar nur einen Kopf, wie z. B. im Wappen der Stadtverwaltung von Bangkok. Oft wird sein Reiter, der Gott Indra, nur durch einen Palast oder nur durch eine Krone auf dem Kopf des Erawan symbolisiert. Er ist an den Giebeln von heiligen Gebäuden, wie dem Viharn des Wat Suthat in Bangkok, oder sogar an Brücken zu finden. Er bewacht den Eingang des Nationalstadions in Bangkok oder er schaut aus dem zentralen Prang des Wat Arun in Bangkok in alle vier Himmelsrichtungen. Er steht selbst für die Langlebigkeit von Autoreifen und Plastik-Rohren.
Am Erawan-Schrein in Bangkok wird, anders als der Name vermuten lässt, weder Erawan noch seinem Reiter Indra geopfert, sondern dem Gott Brahma. Die Bezeichnung des Schreins ist darauf zurückzuführen, dass er vor dem gleichnamigen Erawan-Hotel steht. Auf Thailändisch heißt er richtiger San Phra Phrom (Brahma-Schrein).